# Ladies Must Live (Película de 1921)
Ladies Must Live es una película muda dramática 1921 de dirigida por George Loane Tucker y estrenada por Paramount Pictures. Fue el último trabajo directoral de George Loane Tucker y fue lanzada 4 meses después de su muerte. Actúan Betty Compson, Leatrice Joy, John Gilbert y Mahlon Hamilton. Fue uno de los pocos casos donde los futuros esposos, Joy y Gilbert, aparecieron en la misma película.  

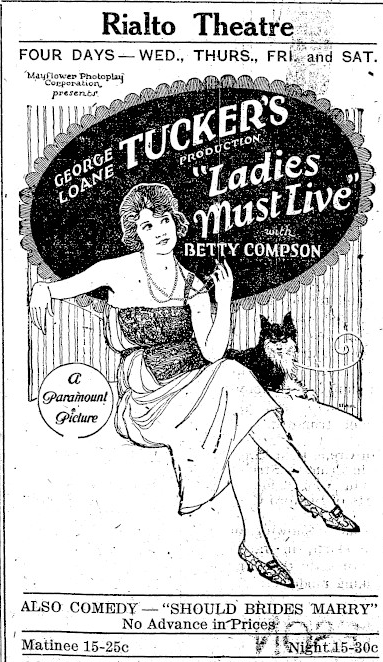
Anuncio de la película (1922)

Se la consideró una película perdida por décadas. El catálogo de la Biblioteca del Congreso enumera sólo la película homónima de la Warner Brothers de 1940.

## Reparto
- Robert Ellis como Anthony Mulvain
- Mahlon Hamilton como Ralph Lincourt
- Betty Compson cuando Christine Bleeker
- Leatrice Joy como Barbara
- Hardee Kirkland como William Hollins
- Gibson Gowland como Michael Le Prim
- John Gilbert como El Jardinero
- Cleo Madison como la Sra. Lincourt
- Snitz Edwards como Edward Barron
- Lucille Hutton como Nell Martin
- Lule Warrenton como Nora Flanagan
- William V. Mong como Max Bleeker
- Jack McDonald como el mayordomo
- Marcia Manon como Nancy
- Arnold Gray como Ned Klegg (acreditado como Arnold Gregg)
- Dorothy Cumming (sin acreditar)
- Richard Arlen (sin acreditar)

- Filmografía de Betty Compson (de momento solo disponible en inglés)